# Brachypelma boehmei
Brachypelma boehmei (còn được gọi là nhện chân lửa Mexico, hay nhện chân gỉ Mexico) là một loài nhện tarantula có nguồn gốc từ Mexico ở bang Guerrero. Những con nhện sống lâu năm này thích đào hang và ẩn náu trong vùng cây bụi khô. Giống như tất cả các loài tarantula có quan hệ họ hàng gần khác, chúng tự vệ bằng cách hất tung các cọng lông cứng khi bị khiêu khích.

## Ngoại hình và đặc điểm

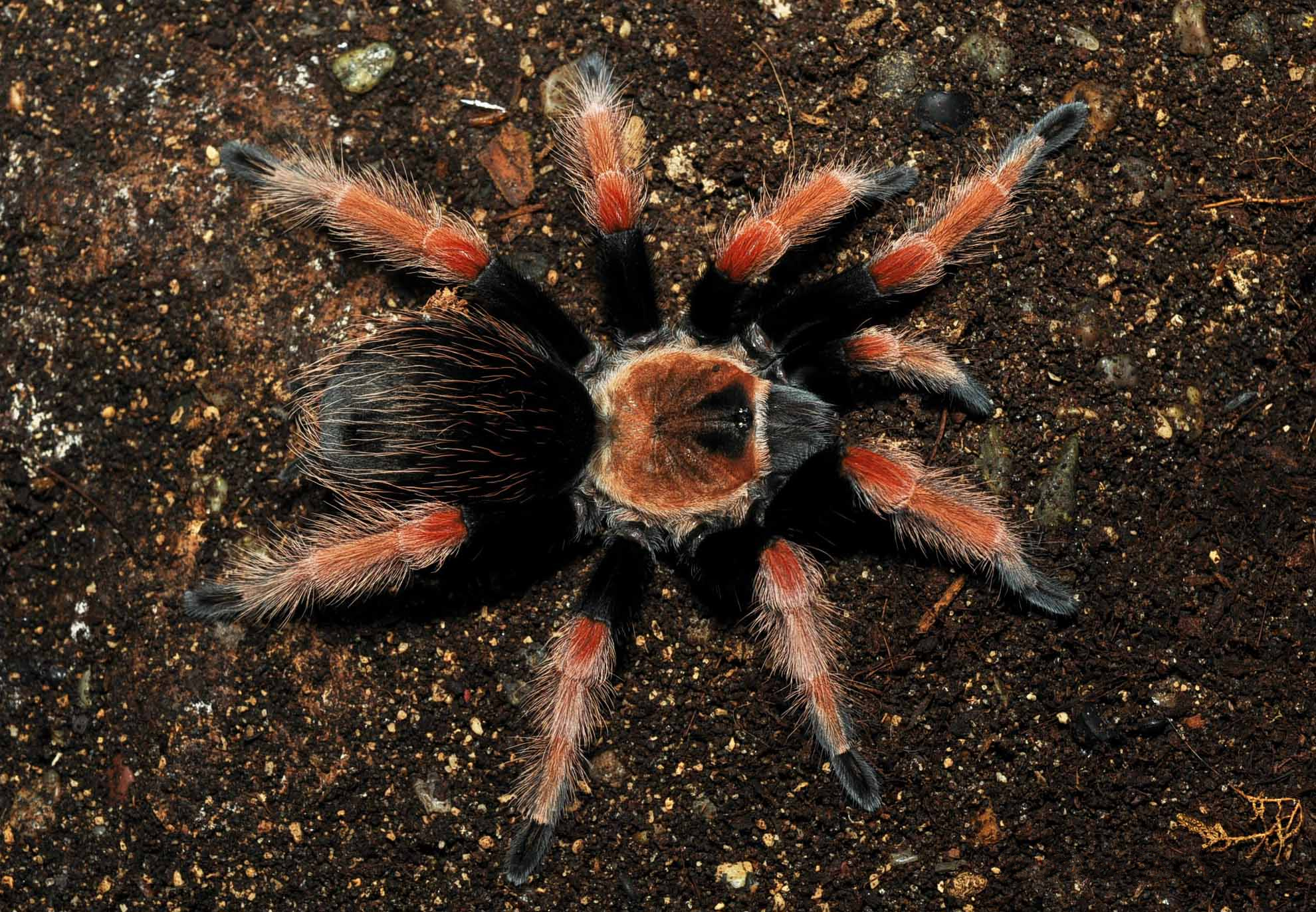
Con cái trưởng thành

Nhện chân lửa Mexico giống với họ hàng nổi tiếng hơn của nó, nhện gối đỏ Mexico (Brachypelma hamorii, trước đây bị nhầm lẫn với Brachypelma smithi), với màu cam và đen ấn tượng, mặc dù con trưởng thành của loài này có kích thước từ 12–16 cm. Loài tarantula này có tốc độ phát triển chậm hơn so với nhiều loài tarantula Nam Mỹ khác lớn hơn. Phần chân trên màu đen làm thành một dải phân cách đậm nhạt giữa màu cam đậm của mai và chân dưới. Không giống như phần khớp màu cam của Brachypelma hamorii, chân của loài này có màu đỏ rực lửa trên phần đầu gối), nhạt dần sang màu cam nhạt hơn về phía dưới và được bao phủ bởi bàn chân. Mặc dù không đặc biệt phòng thủ, loài nhện này có thể có tính hay sợ, nhện có thể hất tung những cọng lông cứng khi cảm thấy bị đe dọa.

## Phạm vi và môi trường sống
Nhện chân lửa Mexico có nguồn gốc từ miền Nam Mexico và đôi khi là miền tây, nơi chúng được tìm thấy dọc theo bờ biển trung tâm Thái Bình Dương ở phía tây Bang Guerrero, nơi chúng ưa thích vùng cây bụi khô và được tìm thấy trong hang, hang tự đào hay hang của các loài gặm nhấm hoặc thằn lằn đã bị bỏ hoang, thường nằm dưới đá hoặc các khúc gỗ đã rơi xuống.

## Sinh học
Nhện tarantula của chi này sống lâu, với con đực đạt độ tuổi trưởng thành từ bảy đến tám năm, con cái từ chín đến mười tuổi. Trong khi con đực chỉ sống đến một năm sau lần lột xác cuối cùng, con cái có thể sống thêm mười năm nữa. Con bán trưởng thành và con trưởng thành lột xác vào cuối mùa khô (tháng 11 đến tháng 6), sau đó con đực bắt đầu tìm kiếm con cái giao phối. Những con cái được giao phối sẽ tạo ra một túi trứng, nếu thành công, thường sẽ nở từ ba đến bốn tuần trước khi mùa mưa bắt đầu. Nhện chân lửa Mexico có xu hướng hoạt động sau khi trời tối, nhưng đôi khi cũng có thể hoạt động vào ban ngày, đặc biệt là vào buổi sáng và buổi tối.

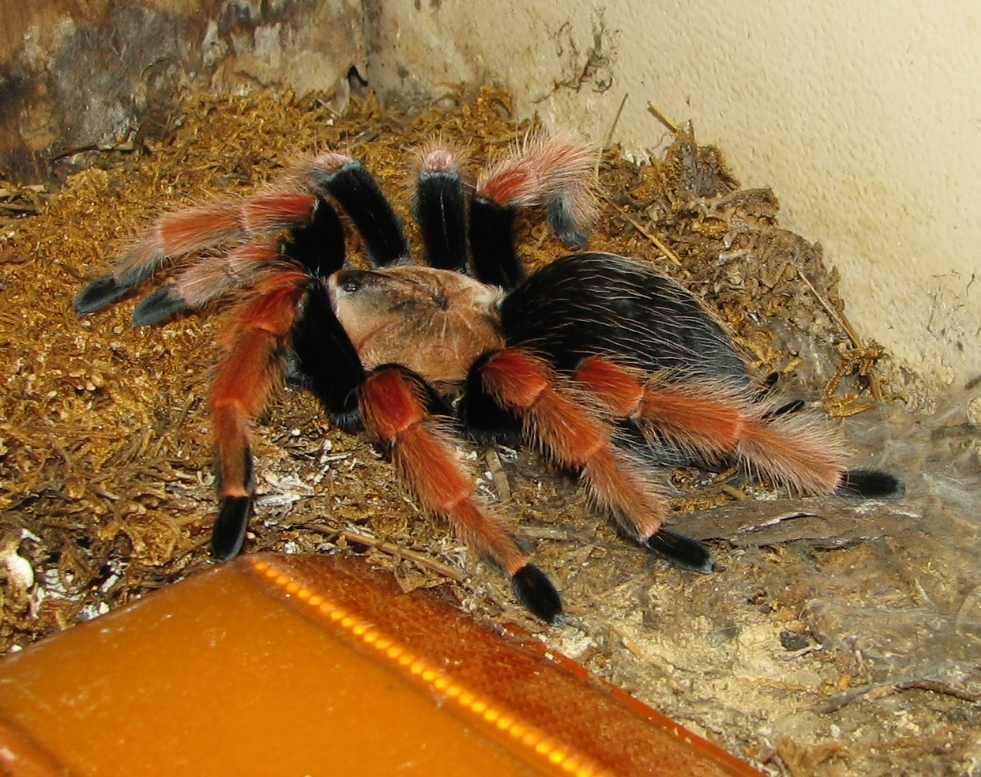
Nhện chân lửa Mexico (Brachypelma boehmei) được nuôi nhốt tại Sở thú Louisville

## Bảo tồn
Giống như các loài chi Brachypelma khác từ bờ biển phía tây Mexico, loài này là thú cưng phổ biến do tính khí hiền lành và màu sắc sặc sỡ của chúng, dẫn đến việc chúng bị thu thập quá nhiều từ tự nhiên. Việc buôn bán thú cưng bất hợp pháp, cùng với sự tàn phá môi trường sống tự nhiên đang diễn ra và tỷ lệ tử vong cao của nó trước khi trưởng thành, gây ra mối lo ngại đáng kể cho tương lai của loài tarantula này.
Để điều chỉnh hoạt động buôn bán thương mại qua biên giới, loài này đã được liệt kê trong Phụ lục II của Công ước về buôn bán quốc tế các loài nguy cấp (CITES). Ở Mexico, cần có giấy phép để thu thập hoặc loại bỏ bất kỳ loài nhện nào thuộc họ nhện tarantula, Theraphosidae, và loài nhện chân lửa Mexico hiện thường xuyên được gây giống trong điều kiện nuôi nhốt, giảm nhu cầu thu thập chúng từ tự nhiên. Tuy nhiên, một số lượng lớn những con nhện tarantula bắt được trong tự nhiên vẫn tiếp tục được đưa lậu ra khỏi Mexico.

## Là thú cưng
Loài này thường được nuôi làm thú cưng và cùng với các thành viên khác trong chi của nó được coi là thích hợp cho những người mới tập nuôi.
Trong điều kiện nuôi nhốt, Brachypelma boehmei trưởng thành thường ăn dế, sâu gạo, sâu bột và gián dubia. Nhện con thường ăn sâu bột đã bị giết trước, dế nhỏ, gián dubia con, ruồi giấm không cánh và bất kỳ loại côn trùng nhỏ nào khác không có khả năng phòng vệ.
Khi nuôi nhện tarantula như một thú vui, hãy lưu ý rằng Brachypelma boehmei và nhiều loài nhện tarantula khác là những loài nguy cấp và chỉ nên nuôi những con nhện tarantula được sinh ra trong điều kiện nuôi nhốt chứ không phải những con bị săn bắt từ tự nhiên.